# حالت‌های قرارگیری در جراحی
حالت‌های قرارگیری جراحی (به انگلیسی: surgical positions)، به هر گونه فعالیتی جهت قرار دادن بیمار بر روی تخت جراحی در وضعیتی خاص، گفته می‌شود. هدف از این فعالیت، حفظ امنیت بیمار و در دسترس قرار دادن ناحیه مورد نظر جهت انجام اعمال خاص بر روی همان ناحیه توسط جراح می‌باشد. بر پایه دستور جراح، متخصص بیهوشی به همراه فرد سیار در اتاق عمل (سیرکولر) مسئولیت پوزیشن دادن به بیمار را بر عهده دارند.

## نکات اولیه جهت پوزیشن دادن به بیمار
1. قبل از هر کاری باید شرایط بیمار بررسی شود. این کار با مطالعه پرونده بیمار (عکس از ناحیه مورد نظر) امکان‌پذیر است.
2. وضعیت بیمار روی تخت جراحی به نوع عمل و وضعیت جسمانی وی بستگی دارد.(جوان، سالخورده، لاغر یا چاق)
3. وضعیت بیمار طوری باشد که دادن داروی بیهوشی به وی، به راحتی انجام گرفته و جراح و متخصص بیهوشی تأثیر آن را مشاهده نمایند.
4. بیمار چه خواب و چه بیدار باید در راحت‌ترین وضعیت ممکن قرار گیرد.
5. ناحیه عمل در بهترین دید برای جراح قرار گیرد و دسترسی به آن آسان باشد.
6. جهت حالت دادن به بیمار باید حرکات ما آهسته و هماهنگ انجام گیرد.
7. راحتی و سلامتی و امنیت بیمار باید مد نظر تیم جراحی قرار گیرد.
8. قبل از شروع هر اقدامی باید از ثابت بودن تخت اطمینان حاصل نمود.[۲]

## تغییر حالت‌های قرارگیری بیمار
بیمار باید در وضعیت پوزیشن داده شده، در آسوده‌ترین حالت قرار گیرد تا جریان خونرسانی وی کار خود را به راحتی انجام دهد. هر گونه فشار افزوده، بر نواحی از بدن که با تخت در تماس مستقیم‌اند، خطر ایسکمی بافتی را به همراه خواهد داشت. در صورت مشاهده هر گونه نشانه از تداخل علائم حیاتی بیمار، لازم است دوباره وی در وضعیتی دیگر قرار گیرد.

## عوارض احتمالی
احتمال آسیب دیدگی در اثر کشیدگی رشته‌های عصبی که از نواحی تحت فشار می‌گذرند، وجود دارد. اعصاب شبکه بازویی در اثر کشیدگی با زاویه بیش از ۹۰ درجه، احتمال آسیب دیدگی زیادی دارند. احتمال ایجاد انقباض حنجره و آسیب به تارهای صوتی بیمار در اثر تغییر حالت قرارگیری وجود دارد.

## حالت‌های قرارگیری جراحی
1. طاق‌باز
2. دمرو
3. خوابیدن به پهلو
4. حالت سنگ‌برداری
5. حالت ترندلنبرگ
6. حالت ترندلنبرگ معکوس
7. حالت دسته‌چاقویی
8. حالت فاولر
9. حالت نیمه‌فاولر
10. حالت تخت شکستگی
11. حالت پهلوی شیب‌دار
12. حالت لوید-دیویس